# Marius Cladel
Marius Léon Cladel, né le 15 avril 1883 à Sèvres et mort le 8 janvier 1948 au sein de l'hôpital Cochin dans le 14e arrondissement de Paris, est un sculpteur français.

## Biographie
Fils de Léon Cladel, frère de Judith Cladel, statuaire, élève d'Antoine Bourdelle, officier de l’Instruction publique, il expose au Salon des Tuileries, à la Société nationale des beaux-arts (1914) et au Salon d'automne dont il est sociétaire. 
Il est inhumé au cimetière du Père-Lachaise (52e division). 

## Œuvres
Le sculpteur est connu pour le Buste de Léon Cladel du Jardin du Luxembourg (1927), son Monument Berthou à Jonchery, ou La Danseuse (statue) à Vervins. Marius Cladel était également un sculpteur de mémoriaux : il en a réalisés plus d'une vingtaine. 
Une statue en hommage à Sully Prudhomme a été inaugurée le 19 juillet 1914. Elle se trouve à Lyon  place Bellevue.

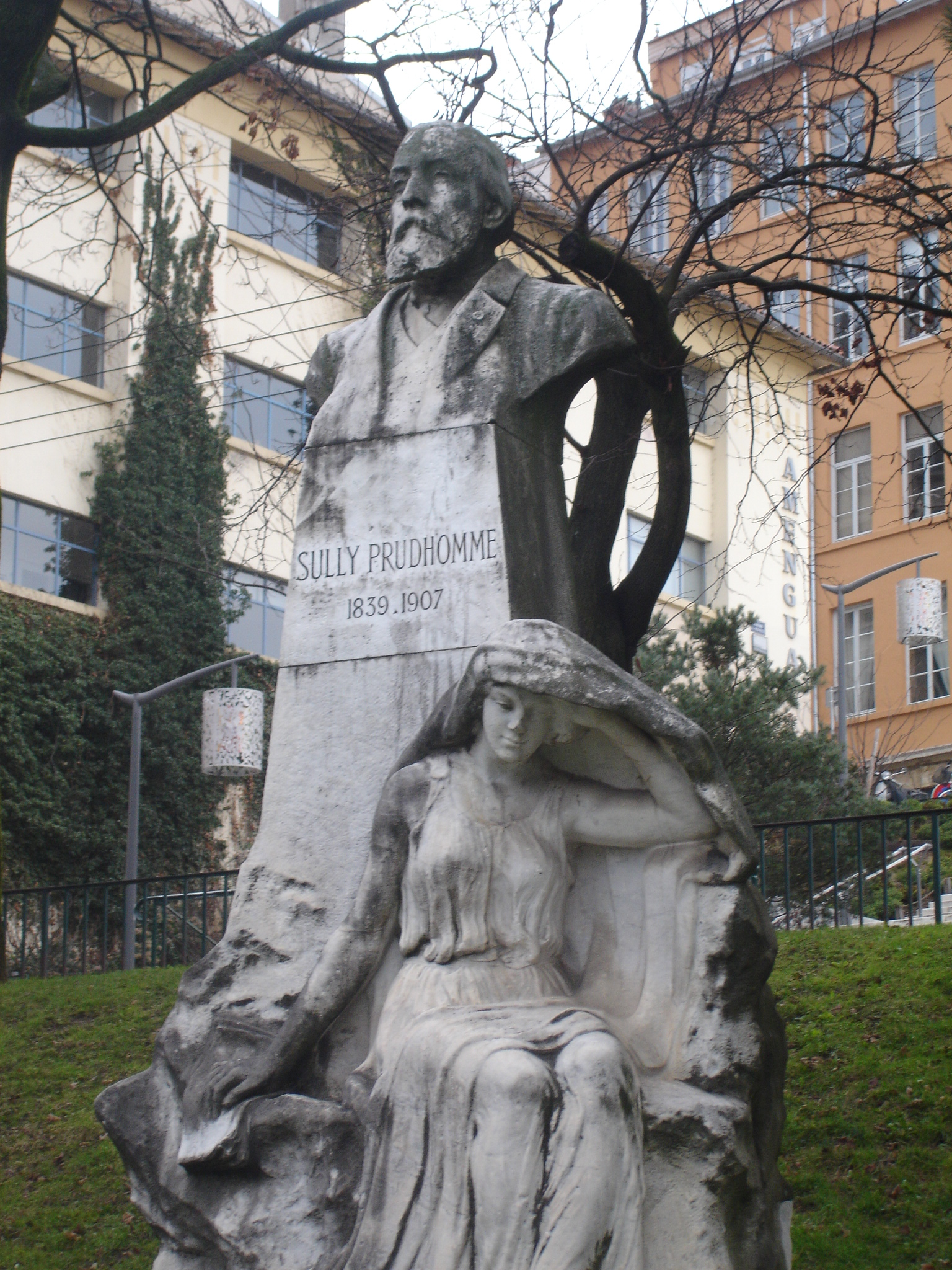
Sully Prudhomme
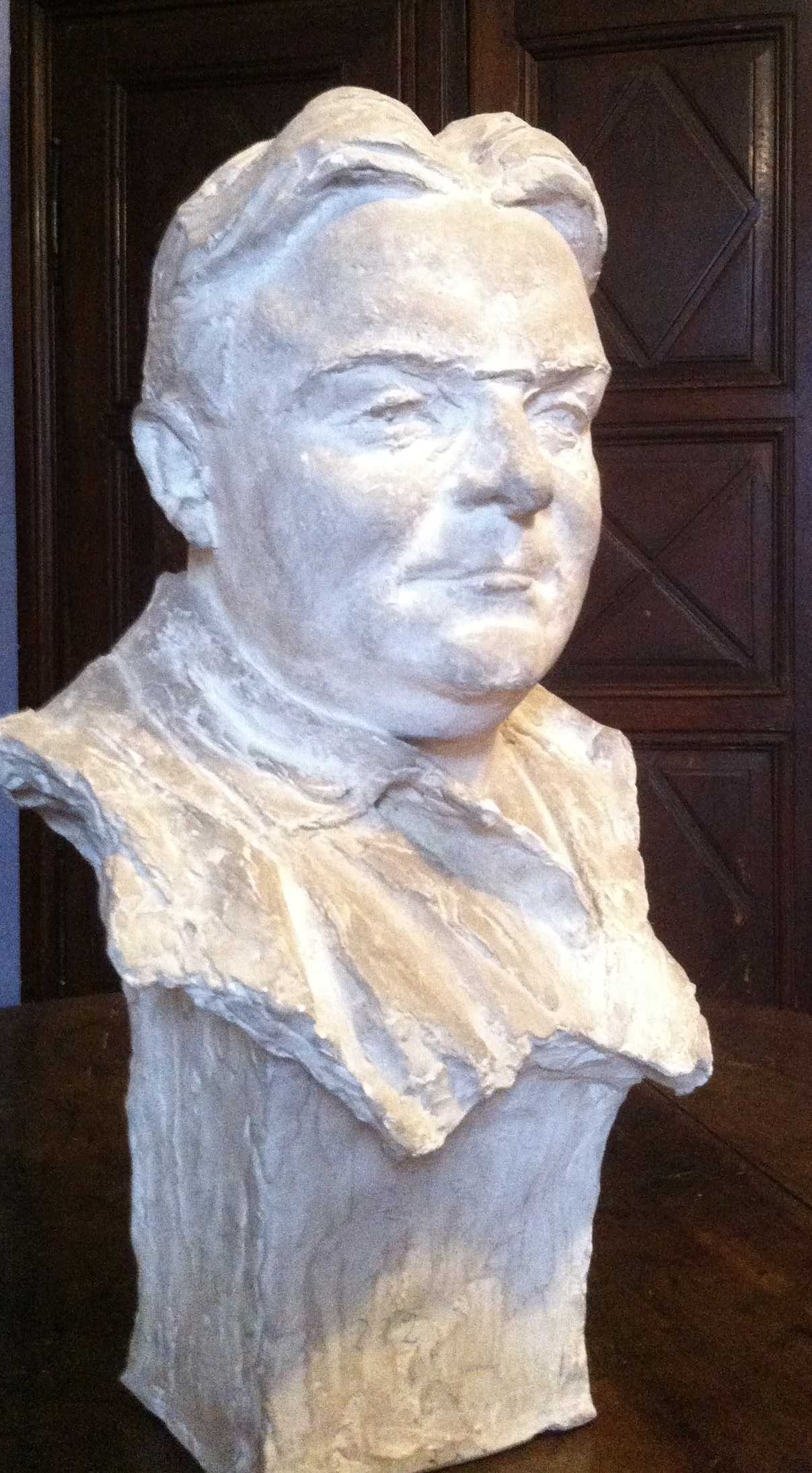
Edmond Guiraud

## Distinctions
- Officier de l'Instruction publique